# Hang On to Your Love
Hang On to Your Love is een nummer van de Britse band Sade uit 1985. Het is de vierde en laatste single van haar debuutalbum Diamond Life.
"Hang On to Your Love" gaat over het belang van vasthouden aan de liefde, ook in moeilijke tijden. De tekst suggereert dat liefde kostbaar is en niet gemakkelijk kan worden vervangen, dus zingt Sade dat het belangrijk is om eraan vast te houden. Het herhaalde gebruik van de zin "Hang On to Your Love" onderstreept het belang van het vasthouden aan liefde en het niet te laten ontglippen. Het nummer flopte in Sade's thuisland het Verenigd Koninkrijk, maar werd wel een bescheiden hit in Nederland, waar het de 28e positie haalde in de Top 40.

## Tracklijst
- 7"-single

A. "Hang On to Your Love" (radioversie) – 3:58
B. "Should I Love You" – 3:50
- 7"-maxisingle

A. "Hang On to Your Love" (US Remix) – 5:13
B1. "Should I Love You" – 3:50
B1. "Why Can't We Live Together" – 5:28